# Dossiers
Dossiers fou un programa informatiu de Televisió Valenciana dedicat als reportatges en profunditat i de producció pròpia sobre temes d'actualitat. Es va començar a emetre el 1989 en la franja prèvia a l'informatiu Notícies 9 del diumenge i cada 15 dies. Alguns dels reportatges realitzats per Dossiers, com Brasil, infern verd i Les pedres de la ira, sobre la intifada palestina, es van programar també en altres televisions autonòmiques.
Amb el tancament d'RTVV, quedà inconclús un documental sobre Cambodja.